# Dobri, umazani, zli
Dobri, umazani, zli (italijansko Il buono, il brutto, il cattivo; angleško The Good, the Bad and the Ugly) je italijanski »špageti vestern« film iz leta 1966, ki ga je režiral Sergio Leone. Velja za klasiko ter enega najboljših filmov v zgodovini z odlično igralsko zasedbo s Clintom Eastwoodom v glavni vlogi. Film je zelo znan po odlični glasbi Ennia Morriconeja, predvsem naslovni skladbi, ki je prav tako klasika. Je zadnji izmed serije filmov Dolarske trilogije, čeprav se časovno gledano dogaja prvi.

## Vsebina
Zgodba se odvija med ameriško državljansko vojno leta 1862 na ameriškem jugo-zahodu.
Plačanec Angel Eyes (Lee Van Cleef) nekdanjega vojaka Konfederacije Stevensa zaslišuje o vzdevku Jackson, vojaka, ki je ukradel zalogo zlata konfederacije. Stevens navede ime "Bill Carson", ponudi Angel Eyes podkupnino za umor njegovega delodajalca in nato potegne svojo pištolo. Oprezni Angel Eyes Stevensa ubije, ker pa želi dobiti ukradeno zlato povsem zase ter ker opravi vse, za kar je plačan, ubije tudi svojega delodajalca.
Iskani razbojnik Tuco (Eli Wallach) in lovec na glave Blondie (Clint Eastwood) skupaj preko zvijače služita denar; Blondie Tuca živega "ulovi", zaradi česar mu je izplačana nagrada, tik preden pa Tuca obesijo skriti Blondie vrv prestreli, da lahko Tuco zopet pobegne. Ko Blondie nekega dne ne more več prenašati Tucovega pritoževanja glede dobička, sklene prekiniti njuno sodelovanje ter Tuca pusti v puščavi.
Povsem izmučeni Tuco se reši iz puščave ter se odloči maščevati. Takoj poišče Blondieja ter ga prisili v večdnevno hojo, dokler se nekega dne povsem dehidriran ne zgrudi na tla. Tam opazita reševalni voz z več mrtvimi konfederacijskimi vojaki in skoraj mrtvim Billom Carsonom, ki Tuca prosi za pomoč in ponudi 200.000 dolarjev zlata, pokopanega v grobu na pokopališču Sad Hill. Ko se Tuco vrne z vodo, je Carson že umrl, pred smrtjo pa je slednji Blondieju razkril ime groba z zlatom. Oba nerada ponovno združita moči, saj Tuco ve ime pokopališča, Blondie pa, kateri grob morata izkopati.
Preoblečen v konfederacijskega vojaka Tuco Blondieja odpelje v bližnji samostan. Medtem, ko Blondie počiva v samostanski celici se Tuco sreča s svojim starejšim bratom, opatom Pablom. Srečanje se konča hitro po tem, ko se brata spreta.
Ko si Blondie opomore, dvojica zapusti samostan ter se preoblečena v vojaka konfederacije odpravita naprej. Med potjo opazita bližajočo se vojsko. Ko že mislita, da tudi oni nosijo sive uniforme, opazita, da so pravzaprav modre, vendar zelo zaprašene. Kot vojna jetnika sta odpeljana v postojanko vojske unije. Tam Tuca prepozna Angel Eyes, ki je v vojski unije polkovnik. Tuca povabi v svojo sobo, kjer ga kot sprva ogovori kot star znanec, ker pa se Tuco zaradi uniforme izdaja kot "Bill Carson" ga začne nasilno zasliševati glede zlata. Tuco mu nazadnje izda ime pokopališča glede groba pa mu pove, da edino Blondie pozna ime. Eyes Blondieju ponudi sodelovanje in enakovreden delež najdenega zlata.
Na koncu se vsi trije znajdejo na pokopališču Sad Hill v slavnem Mehiškem standoffu. Kar nekaj časa se spogledujejo nato pa Blondie ustreli Eyesa, ki se zvali naravnost v sveže izkopan grob, Tuco pa medtem ugotovi da mu je Blondie prejšnjo noč izpraznil revolver. Blondie Tucu ukaže izkopati grob z napisom »Neznano« poleg groba Archa Stantona. Tuco začne kopati, odkrije zlato ter skače od veselja, ko pa se obrne proti Blondie, opazi obeševalno zanko. Potem, ko se Tuco povzpne na nagrobnik ter si okoli vratu nadane zanko mu Blondie zveže roke. Slednji nato vzame svoj delež zlata ter na konju zapusti pokopališče, medtem ko mu Tuco veli, naj ne odhaja. Ko Blondie pride do roba pokopališča Tuco sestopi in se začne dušiti. V tistem trenutku Blondie, tako kot že mnogokrat prestreli Tucovo vrv. Slednji pade naravnost na svoj delež zlata in preklinja Blondieja medtem ko ta odjaha proti obzorju.

## Igralska zasedba

### Igralski Trojček
- Clint Eastwood kot Blondie: Dobri, hladnokrven lovec na glave, ki tekmuje z Tucom in Angel Eyesom za zakopano zlato.
- Eli Wallach kot Tuco: Umazani, komičen, naiven, hitro govoreči bandit z razpisano nagrado.
- Lee Van Cleef kot Angel Eyes: Zli, neusmiljen sociopat, ki ne pozna milosti in ubije vsakogar, ki mu je v napoto.